# Halina Wojciechowska
Halina Wojciechowska (ur. 30 września 1903 w Dreźnie, zm. 12 sierpnia 1980 w Ostromecku) – polska skrzypaczka, nauczycielka szkół muzycznych w Bydgoszczy, instrumentalistka związana z orkiestrami symfonicznymi i zespołami kameralnymi działającymi w Bydgoszczy w okresie międzywojennym i po II wojnie światowej. Siostra wiolonczelistki Zdzisławy Wojciechowskiej.

## Życiorys
Urodziła się w Ostromecku. Była absolwentką Konserwatorium Muzycznego w Poznaniu w klasie prof. Zdzisława Jahnke, gdzie uzyskała dyplom wirtuozowski. W 1926 r. rozpoczęła pracę pedagogiczną w Kaliszu oraz Poznaniu; a od 1927 r. zaczęła uczyć gry na skrzypcach w Miejskim Konserwatorium Muzycznym w Bydgoszczy. W latach 1926–1939 koncertowała jako skrzypaczka-solistka i kameralistka w Poznaniu, Bydgoszczy i Toruniu, na estradzie i w radiu. Była członkiem zespołu „Collegium Musicum” utworzonym w latach 30. przy Bydgoskim Konserwatorium Muzycznym. Koncertowała z siostrą Zdzisławą oraz innymi muzykami, jak np. rodzeństwem Rezlerów (Alfons, Edmund).
W latach 1939–1943 była członkiem orkiestry w Toruniu, lecz przyznanie się do polskości (nie podpisała III grupy narodowościowej) spowodowało zwolnienie jej z tego zespołu i wysłanie na ciężkie roboty fizyczne. Po wojnie, w 1945 r. została zatrudniona jako skrzypaczka w Orkiestrze Symfonicznej Polskiego Radia w Bydgoszczy, a potem w Filharmonii Pomorskiej (do grupy I skrzypiec). W latach 1955–1961 była wykładowcą Państwowej Wyższej Szkoły Muzycznej w Poznaniu.
Ze szkołami muzycznymi miasta Bydgoszczy związana była od początku ich działalności (1945 r. – Średnia Szkoła Muzyczna, Liceum Muzyczne) do 1968 r. Uczyła gry na skrzypcach, prowadziła zespoły kameralne. Wykształciła wielu absolwentów, którzy zdobywali nagrody na konkursach krajowych. 